# Aurora (aereo)
L'aeroplano noto come SR-91 Aurora, la cui esistenza non è dimostrata, è un ricognitore ipersonico che è stato ipotizzato fosse a disposizione dell'aviazione militare degli Stati Uniti. Si pensa che sia capace di velocità ipersoniche attorno a Mach 5-6. Secondo questa ipotesi, l'aereo Aurora venne sviluppato negli anni ottanta e/o novanta come un sostituto per l'ormai antiquato e vulnerabile SR-71 Blackbird.
Un rapporto del Minister of Defence britannico, pubblicato nel maggio 2006, si riferisce a piani prioritari dell'USAF per produrre un aereo altamente supersonico (Mach 4-6), ma non esiste alcuna prova concludente che sia emersa per confermare l'esistenza di un progetto relativo alla costruzione di un aereo di questo tipo. Alcuni osservatori militari ipotizzano che il progetto Aurora sia stato cancellato in seguito all'adozione di molto più economici (e dunque più numerosi e facilmente disponibili) aerei-ricognitori robotizzati UAV (Unmanned Aerial Vehicle), come l'RQ-1 Predator, e da una serie di più piccoli, durevoli e capaci satelliti ricognitori, in grado di fornire una grande quantità di informazioni capillarmente ed a livello globale, per 24 ore del giorno, in ogni condizione atmosferica e di luce, e ad un costo relativamente basso.

## Storia
Nel febbraio 1985 la Los Angeles Times and Sun-Sentinel riportò per la prima volta un documento del Pentagono del 1985 che menzionava il nome in codice "Aurora", con 80 miliardi di dollari richiesti per l'anno fiscale 1986 e 2,3 miliardi di dollari richiesti per l'anno fiscale 1987.. Da notare che questi fondi erano destinati alla costruzione dell'aereo, non riguardavano eventuali ricerche e lo sviluppo di un dimostratore tecnologico.
Secondo Aviation Week, Aurora si riferisce ai progetti di un gruppo di aerei insoliti, e non ad una particolare forma del velivolo. 
L'opinione diffusa tra gli specialisti è che sia stata la divisione "Skunk Works" della Lockheed ad aver agito come "prime contractor" dell'Aurora. Durante gli anni ottanta alcuni analisti finanziari hanno concluso che la Lockheed sia stata coinvolta in alcuni grossi progetti segreti, dal momento che i progetti in appalto dichiarati non avrebbero potuto giustificare gli introiti noti. Gli analisti finanziari della Kemper Securities hanno esaminato i guadagni dichiarati della "Lockheed Advanced Development Company", quasi tutti sotto il capitolo "Black Programs":
- Gli introiti del 1987 furono 65 milioni di dollari.
- Gli introiti del 1993 furono 475 milioni di dollari.

Dal momento che gli unici "Black Projects" dichiarati dalla Lockheed nel 1993 erano l'aereo spia U-2R e l'F-117A, e nulla di nuovo era stato realizzato tra il 1987 e 1993, esisteva una "spesa fantasma" da identificare. Secondo la Kemper, questo indicherebbe un primo volo attorno all'anno 1989. Lo spalmarsi dei pagamenti del governo USA alla Lockheed nel 1993, indicava che al tempo l'aereo si trovava a circa 1/5 del suo programma di sviluppo (1992), oppure che era stato "costruito in molti prototipi". Circa 4,5 miliardi di dollari erano stati spesi all'epoca.

## L'avvistamento di Chris Gibson
Nel tardo agosto 1989, mentre era in servizio come ingegnere sulla piattaforma petrolifera nel Mare del Nord "Galveston Key", Chris Gibson ed un suo amico videro un aereo sconosciuto a forma di triangolo isoscele, che apparentemente veniva rifornito in volo da un Boeing KC-135 Stratotanker ed era scortato da un paio di caccia. Gibson ed il suo amico osservarono lo spettacolo per diversi minuti, fino a quando l'aereo non fu fuori della loro vista. Avendo scartato la somiglianza dell'aereo con altri veicoli a lui noti, come l'F-117, il Mirage IV e l'F-111, Gibson fece uno schizzo della formazione. Gibson era membro del Royal Observer Corps (ROC) e, cosa ancor più importante, era stato nella squadra di ricognizione del ROC sin dal 1980, eppure non fu in grado di identificare il velivolo che aveva visto.
Quando la notizia dell'avvistamento fu resa pubblica nel 1992, l'allora Ministro della Difesa britannico Tom King disse: "Non abbiamo notizie all'interno del Ministero della Difesa di un progetto segreto di questo genere, tuttavia non sarebbe una sorpresa se esso esistesse realmente".

### Boom sonici
Una serie di strani boom sonici furono rilevati nella California del sud, nella seconda metà del 1991. In almeno cinque occasioni, questi suoni furono registrati da almeno 25 dei 220 sismometri dello US Geological Survey utilizzati per calcolare l'epicentro dei terremoti. I sismologi hanno stimato che l'aereo che ha provocato questi boom sonici stava viaggiando tra Mach 5 e Mach 6 ad una altezza di 8000–10000 m, in direzione nord-nordest. Inoltre è stato calcolato che l'aereo aveva dimensioni inferiori dell'Orbiter dello Space Shuttle (che è lungo circa 37 metri), e in quei giorni non era operativa alcuna missione Shuttle o l'SR-71B della NASA. Non è tuttavia noto se questi eventi possano essere collegati al programma Aurora oppure ad altri programmi segreti.

### Avvistamenti
Il 23 marzo 1992, nei pressi di Amarillo in Texas, Steven Douglas fotografò una scia particolare detta "ciambelle su una corda" ("doughnuts on a rope") e fu testimone del suono del propulsore, descritto nella rivista Aviation Week come:
La caratteristica scia e il suono pulsante ha dato vita a speculazioni dove veniva ipotizzato l'uso di propulsori ad onda di detonazione pulsante (Pulse detonation engine). Oltre alle prime fotografie della scia, che era stata avvistata da molte persone in precedenza, l'avvistamento è stato reso più significativo da alcune intercettazioni di trasmissioni radio:
Un mese dopo, alcuni radioamatori della California ascoltarono nella prima mattina delle trasmissioni radio mentre monitoravano il radar della base aerea Edwards (con codice "Joshua Control"). Le trasmissioni erano compiute tra la base e un aereo ad alta quota con codice "Gaspipe" (che potrebbe essere un riferimento all'ipotetico sistema di propulsione). I controllori della base stavano guidando l'aereo fornendo dei vettori di rientro alla base Edwards usando una terminologia utilizzata nei rientri dello Space Shuttle.
In quell'anno la NASA operava alla base Edwards utilizzando l'SR-71 e l'U-2R, ma è stato confermato che nessuno di questi tipi di aerei era in uso mentre venivano ascoltate le trasmissioni del velivolo "Gaspipe". Nel suo libro Dark Eagles, Curtis Peebles afferma che le trasmissioni radio intercettate provenivano probabilmente da personale della sicurezza della base, ma è improbabile che possano aver utilizzato la terminologia delle trasmissioni.

### Connessione scozzese
A partire dal 1991 in alcuni quotidiani scozzesi (tra cui "The Scotsman") apparvero delle notizie riguardanti il presunto atterraggio e decollo del prototipo Aurora dalla base Machrihanish nella penisola Kintyre. Machrihanish era una base della Royal Air Force con una pista di atterraggio e decollo particolarmente lunga. Questa venne utilizzata durante la Guerra fredda per i V-Bombers, prima di essere gestita dalla marina statunitense che la utilizzò come base oltreoceano per i Navy SEAL fino al 1995. Fu ipotizzato che i controllori del traffico aereo avessero visto l'aereo su loro radar mentre decollava ed accelerava fino ad altissime velocità, ma nessun controllore confermò ufficialmente. Altri affermarono che i marines inglesi scoprirono inavvertitamente un esemplare di Aurora in un hangar della base di Machrihanish, ma anche in questo caso nessun presunto testimone confermò ufficialmente.

### Altri avvistamenti
- Negli anni ottanta e novanta diverse aziende aerospaziali proposero progetti per velivoli ipersonici, alcuni basati sugli esperimenti con l'XB-70 Valkyrie, che utilizzava aria compressa dall'onda d'urto supersonica attorno all'aereo per generare portanza.
- Nel 1998 vennero filmate due strane scie in rapida successione.
- Nel marzo 2006 History Channel trasmise un programma televisivo chiamato An Alien History of Planet Earth nel quale venivano esaminati gli avvistamenti di UFO nel contesto di programmi militari segreti. Nel programma il giornalista Nick Cook presentò un'immagine satellitare del continente americano che conteneva una scia. Venne ipotizzato che essa partiva dal Nevada, estendendosi sopra l'oceano Atlantico. Era una scia strana, ed era diversa da altre scie visibili in immagini satellitari. L'aereo che l'aveva prodotta non era visibile. Basandosi su alcuni dettagli venne ipotizzato che il velivolo si muovesse a circa Mach 10,5.
- Nel dicembre 2006 venne filmata una scia a ciambella che venne seguita da un boom supersonico.
- Il 19 agosto 2022 a Chivasso (TO) un oggetto triangolare con luci negli angoli è stato avvistato è registrato nell’archivio OVNI dell'Aeronautica Militare.[11]

## Sviluppi
In base ad un rapporto speciale pubblicato in Military Space nel gennaio 1995, il progetto Aurora sarebbe stato cancellato dall'allora segretario della difesa Cheney nel 1992, dopo che fu informato sui costi del programma (che si sarebbero aggirati attorno al miliardo di dollari per volo). Una diminuzione nel numero di avvistamenti dopo il 1992, combinato con la linea di sviluppo dell'aeronautica statunitense che privilegia i velivoli senza equipaggio dotati di tecnologia stealth in combinazione con satelliti spia, portarono alcuni esperti alla conclusione che anche se fosse realmente esistito un programma Aurora, probabilmente non sarebbe stato cancellato. Il progetto sarebbe rimasto classificato per coprire la ingenti quantità di risorse investite.
Ben Rich, nel suo libro Skunk Works, afferma che Aurora era semplicemente un nome in codice per il progetto del bombardiere con tecnologia Stealth B-2 Spirit.
Nel numero di ottobre 2006 della rivista Popular Science si afferma che il budget per le operazioni dell'aeronautica militare statunitense ha un "buco" di 9 miliardi di dollari, e non esiste alcuna spiegazione del motivo. Dei boom sonici simili a quelli osservati nel 1990-91, fanno ipotizzare che potrebbe essere stato ricostituito il progetto.

## Documento del ministro della difesa inglese sugli aerei "neri"
Nel maggio 2006, il ministero inglese della difesa presentò un rapporto esteso sugli UFO o Fenomeni aerei inspiegati (Unexplained Aerial Phenomena - UAP) nell'area della difesa aerea britannica. Il rapporto, scritto dal Defence Intelligence Staff nel 2000 fu originalmente classificato come "SECRET UK eyes only". Questo particolare è strano poiché il documento contiene dei commenti ufficiali sui programmi "neri". Una parte del documento è intitolata "AEREI NERI E ALTRI AEREI COME EVENTI UAP", dove si afferma che "è riconosciuto che alcuni avvistamenti di UAP possono essere attribuiti a programmi aeronautici segreti". Vengono successivamente elencati tre programmi "occidentali" che sembrano appartenere agli Stati Uniti. Il primo è l'SR-71 Blackbird, mentre i nomi del secondo e del terzo programma sono stati occultati.
In sezioni si parla liberamente dell'F-117 Nighthawk, del B-2 Spirit e dell'F-22 Raptor con relative fotografie, mentre mancano due illustrazioni che appartengono a diversi programmi. Nel documento si parla di un "piano dell'USAF per produrre un aereo senza pilota con capacità di Mach 8-12, transatmosferico e velivoli supersonici con velocità da Mach 4 a Mach 6".
Il primo velivolo menzionato potrebbe riferirsi al progetto FALCON, mentre il secondo aereo descritto potrebbe essere un velivolo di tipo Aurora.
Bill Sweetman affermò che questo rapporto dimostra che il Ministero della Difesa ha identificato due progetti "neri" statunitensi che potrebbero aver operato nel Regno Unito.